# Stefan Troebst

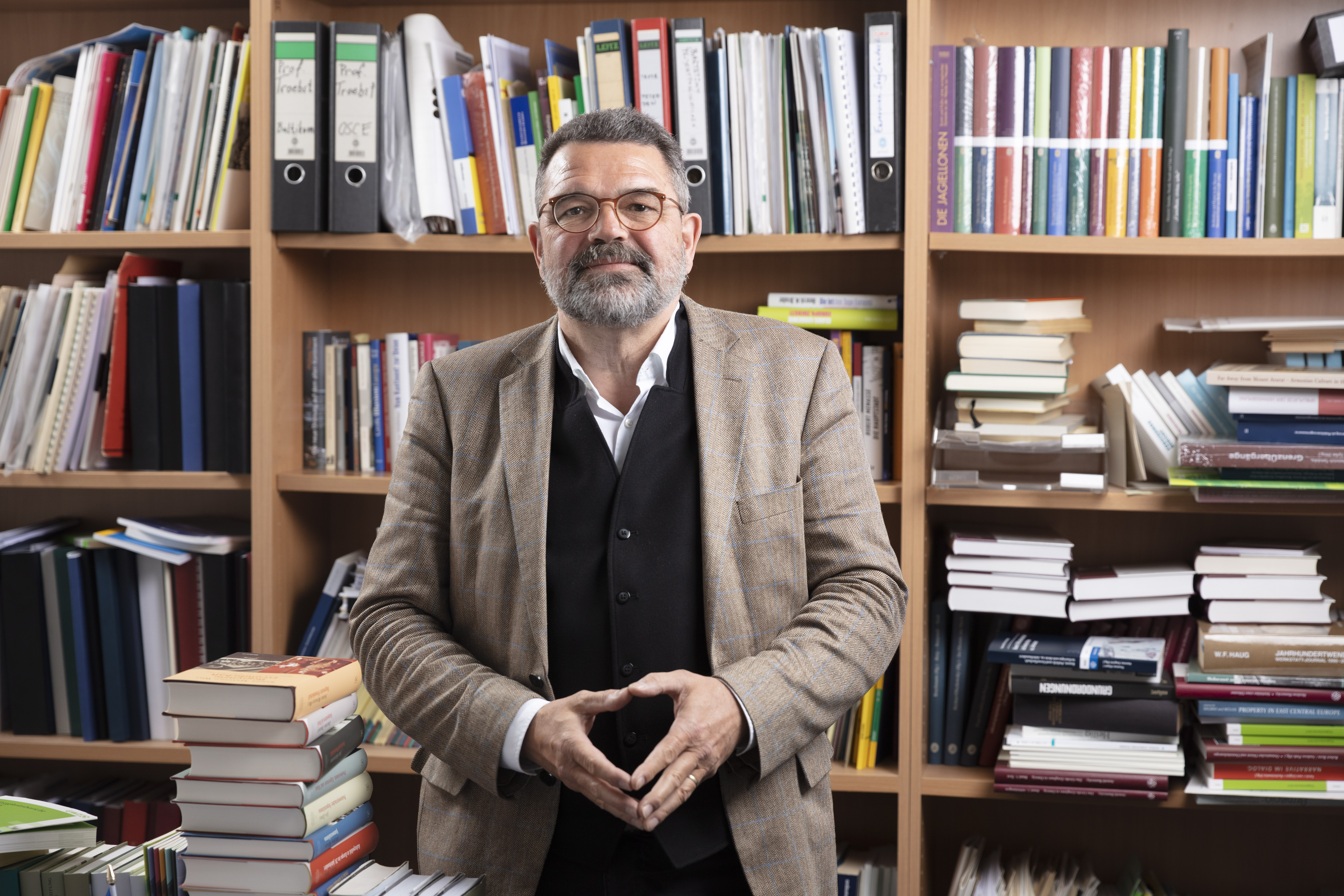
Stefan Troebst, 2018

Stefan Troebst (* 10. Januar 1955 in Heidelberg) ist ein deutscher Historiker, Slavist und Publizist.

## Leben
Stefan Troebst studierte von 1974 bis 1979 Geschichte, Slavistik, Balkanologie, Politikwissenschaft und Islamwissenschaft an der Universität Tübingen, der Freien Universität Berlin (West) und der Kliment-Ochridski-Universität in Sofija (Bulgarien) und schloss mit dem Magisterexamen ab. 1979/80 war er Austauschstudent an der Kyrill und Methodius-Universität Skopje (Makedonien, damals Jugoslawien) und Gastwissenschaftler am Skopjoter Institut für Nationalgeschichte. 1980/81 war er Graduiertenstipendiat im Department of History der Indiana University in Bloomington, Indiana (USA), sowie von 1982 bis 1984 Promotionsstipendiat der Studienstiftung des deutschen Volkes.
1984 promovierte er am Fachbereich Geschichtswissenschaften der FU Berlin mit einer Untersuchung zur Balkanpolitik Mussolinis und war danach bis 1992 Wissenschaftlicher Mitarbeiter bzw. Hochschulassistent in der Sektion Zeitgeschichte des Osteuropa-Instituts der FU Berlin.
Im Auftrag des Auswärtigen Amtes war er 1992/93 sowie 1994/95 als deutsches Mitglied in den Langzeitmissionen der Konferenz für Sicherheit und Zusammenarbeit in Europa (KSZE) in Makedonien und in Moldova tätig. 1995 habilitierte er sich an der FU Berlin für Neuere sowie Ost- und Südosteuropäische Geschichte mit einer Arbeit zur Moskau-Politik der frühneuzeitlichen Großmacht Schweden.
Nach Tätigkeiten als Senior Analyst der International Commission on the Balkans des Carnegie Endowment for International Peace und des Aspen Institute Berlin, einer Vertretung der Professur für Geschichte des 19. und 20. Jahrhunderts, unter besonderer Berücksichtigung Mittel- und Osteuropas an der Universität der Bundeswehr in Hamburg und einem Heisenberg-Stipendium der Deutschen Forschungsgemeinschaft fungierte er von 1996 bis 1998 als Gründungsdirektor des dänisch-deutschen European Center for Minority Issues (ECMI) in Flensburg.
Von 1999 bis 2015 war er Professor für Kulturstudien Ostmitteleuropa am Institut für Slavistik der Universität Leipzig, von 2015 bis 2021 Professor für Kulturgeschichte des östlichen Europa am Global and European Studies Institute ebendort. Von 1999 bis 2021 fungierte er überdies als stellvertretender Direktor des Leibniz-Instituts für Geschichte und Kultur des östlichen Europa (GWZO), ebenfalls in Leipzig. Seitdem ist er Senior Fellow dort.

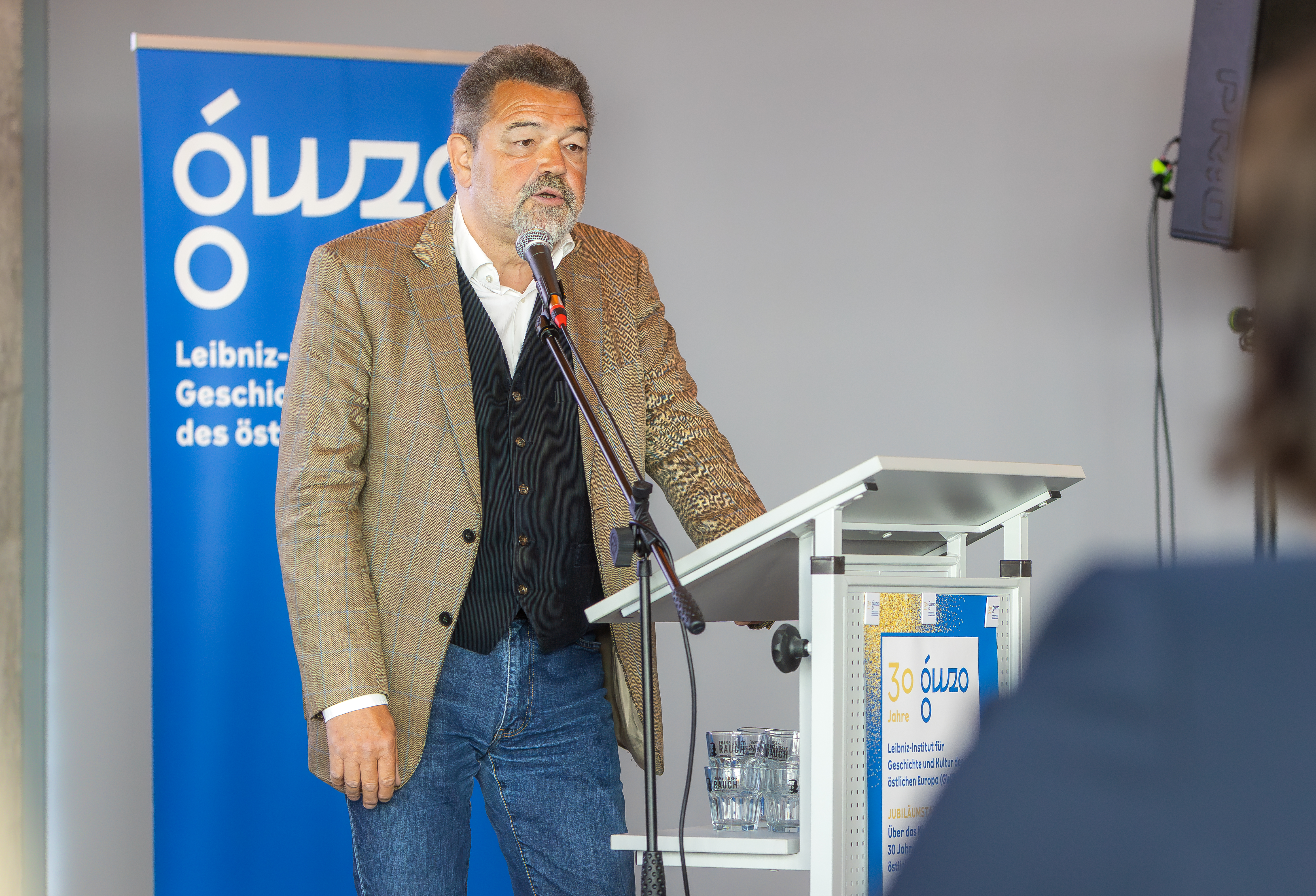
Stefan Troebst bei der Jubiläumsrevue „30 Jahre GWZO“ im Mai 2025

2005/06 hatte er eine Forschungsprofessur der VolkswagenStiftung am Willy Brandt Zentrum für Deutschland- und Europastudien der Universität Wrocław und am Collège d’Europe in Warschau-Natolin inne. 2011/12 war er Fellow des Imre Kertész Kollegs „Europas Osten im 20. Jahrhundert“ der Universität Jena.

## Forschungs- und Publikationsschwerpunkte
Die Arbeitsschwerpunkte von Stefan Troebst sind die Geschichte der internationalen Beziehungen in der Neuzeit, die Zeitgeschichte Südosteuropas, die Kulturgeschichte Ostmitteleuropas, die Wirtschaftsgeschichte Nordosteuropas sowie die Erinnerungskulturforschung und der Forschungsansatz der Visuellen Geschichtskultur.

## Funktionen
Troebst ist Mitglied der Academia Europaea (Sektion Geschichte und Archäologie) und ausländisches Mitglied der Geisteswissenschaftlichen Sektion der Societas Scientiarium Fennica in Helsinki. Er sitzt dem Wissenschaftlichen Beirat der Deutsch-Polnischen Wissenschaftsstiftung vor.
Des Weiteren ist er Mitglied des Board of Trustees des Centre for Advanced Study in Sofija, des Forums Mitteleuropa beim Sächsischen Landtag, des Wissenschaftlichen Beirats des Volksbundes Deutsche Kriegsgräberfürsorge/German War Graves Commission und der Commission Internationale des Études Historiques Slaves innerhalb des Comité International des Sciences Historiques. 
An der Universität Leipzig leitete er von 2006 bis 2021 das Masterprogramm „European Studies“ und das Internationale Promotionsprogramm „The New Europe“.
Von 2014 bis 2021 war Troebst Honorarkonsul der Republik Kosovo für Sachsen und Sachsen-Anhalt.
Bis April 2025 war er Vorsitzender des Kuratoriums des „Willy Brandt Zentrums für Deutschland- und Europastudien“ der Universität Wrocław.

## Schriften (Auswahl)

### Monografien
- Die bulgarisch-jugoslawische Kontroverse um Makedonien 1967–1982. München 1983, ISBN 3-486-51521-7.
- Mussolini, Makedonien und die Mächte 1922–1930. Die „Innere Makedonische Revolutionäre Organisation“ in der Südosteuropapolitik des faschistischen Italien. Köln/Wien 1987, ISBN 3-412-01786-8.
- Bugarsko-jugoslovenskata kontroverza za Makedonija 1967–1982. Skopje 1997, ISBN 9989-624-26-7.
- Handelskontrolle – „Derivation“ – Eindämmung. Schwedische Moskaupolitik 1617–1661. Wiesbaden 1997, ISBN 3-447-03880-2.
- Conflict in Kosovo. Failure of Prevention? An Analytical Documentation, 1992–1998. Flensburg 1998, ISBN 3-88242-301-3.
- Kulturstudien Ostmitteleuropas. Aufsätze und Essays. Frankfurt/Main 2006, ISBN 3-631-54581-9.
- Das makedonische Jahrhundert. Von den Anfängen nationalrevolutionärer Bewegung zum Abkommen von Ohrid 1893–2001. Ausgewählte Aufsätze. München 2007, ISBN 978-3-486-58050-1.
- Erinnerungskultur – Kulturgeschichte – Geschichtsregion. Ostmitteleuropa in Europa. Stuttgart 2013, ISBN 978-3-515-10384-8.
- West-östliche Europastudien. Rechtskultur, Kulturgeschichte, Geschichtspolitik/West-Eastern European Studies. Legal Culture, Cultural History, Politics of History. Leipzig 2015, ISBN 978-3-86583-840-7.
- Zwischen Arktis, Adria und Armenien. Das östliche Europa und seine Ränder. Aufsätze, Essays und Vorträge 1983–2016. Köln/Wien/Weimar 2017, ISBN 978-3-412-50757-2, . Im Open Access zugänglich unter https://www.vr-elibrary.de/doi/pdf/10.7788/9783412508401.
- Makedonskiot vek. Od početocite na nacionalno-revolucionernoto dviženje do Ohridskiot ramkoven dogovor 1893–2001. Izbrani esei. Prevod od germanski jazik Simona Arsova. Skopje 2018, ISBN 978-608-239-214-1.
- Musolini, Makedonija i Golemite sili 1922–1930. Vnatrešnata makedonska revolucionerna organizacija vo jugoiztočnata politika na fašistička Italija. Prevod od germanski jazik Vase Angeleski. Skopje 2020, ISBN 978-608-239-447-3.
- Europa Środkowo-Wschodnia, Polska a Niemcy w Europie. Wybrane studia i eseje. Krakau 2021, ISBN 978-83-242-3689-3.
- Gewaltmigration, Globalisierung und Geschichtsregion(en) in europäischer Perspektive Aufsätze und Essays 2015–2021/Forced Migration, Globalization and Historical Meso-Region(s) in European Perspective. Articles and Essays, 2015–2021. Leipzig 2022, ISBN 978-3-96023-435-7.
- Abschiedsvorlesung 2021: Leipzig, die DDR und ich. Anhang: „On Trying to be a Historian of Eastern Europe“. Eine migrationslastige Zwischenbilanz. Leipzig 2022, ISSN 1869-4829.

### Herausgeberschaften
- mit Bálint Kovacs: Buchreihe „Armenier im östlichen Europa/Armenians in Eastern Europe“. Köln/Weimar/Wien.[5]
- mit Christian Lübke und Maren Röger: Buchreihe „Leipzig Studies on the History and Culture of East-Central Europe“. Budapest/New York.
- mit Hannes Siegrist: Buchreihe „Moderne europäische Geschichte“. Göttingen.
- mit Arnold Bartetzky, Steven A. Mansbach und Malgorzata Omilanowska: Buchreihe „Visuelle Geschichtskultur“. Wien/Weimar.
- mit Dittmar Schorkowitz: Buchreihe „Gesellschaften und Staaten im Epochenwandel/Societies and States in Transformation“. Frankfurt am Main.
- Geschichtsregionen: Concept and Critique. Milton Park/Abingdon/Oxfordshire 2003 (= Themenheft von European Review of History/Revue européenne d’histoire 10 [2003], H. 2). ISSN 1350-7486.
- Vertreibungsdiskurs und europäische Erinnerungskultur. Deutsch-polnische Initiativen zur Institutionalisierung. Eine Dokumentation. Osnabrück 2006, ISBN 3-938400-17-X.
- Postdiktatorische Geschichtskulturen im Süden und Osten Europas. Bestandsaufnahme und Forschungsperspektiven. Göttingen 2010, ISBN 978-3-8353-0637-0.